# La sacra famiglia (miniserie televisiva)
La sacra famiglia è una miniserie televisiva italiana.

## Descrizione
La fiction è di genere religioso ed è composta da due puntate, è prodotta dalla Fidia Film ed è diretta da Raffaele Mertes. Andò in onda in prima visione TV il 10 e l'11 dicembre 2006 in prima serata su Canale 5. La miniserie venne replicata nel 2007, nel 2011 nel 2012, nel 2015, nel 2016 sempre a Natale (ma nel primo pomeriggio) e nel 2021 su Canale 5 e Rete 4.
Il 4 aprile 2015 la miniserie viene replicata alle 20.30 per la prima volta su Boing.
Il 25 dicembre 2016, entrambe le puntate vengono trasmesse, in prima serata (a partire dalle ore 20,55), sul canale cattolico TV2000.
Questo film, tuttavia, pur essendo trasmesso da una tv cattolica, ripercorre la storia della Sacra Famiglia come raccontata dai vangeli apocrifi, in particolare sui presunti fratelli di Gesù.
Essi infatti, sostengono che Giuseppe, prima del matrimonio con Maria, si sposò con una donna che gli diede sei figli, quattro maschi (Giuda, Giuseppe, Giacomo e Simeone) e due femmine (Lisia e Lidia). Rimase però vedovo e con i figli a carico. Tale tesi è sostenuta dalla Chiesa Ortodossa.
Questa tesi non è ovviamente riconosciuta dalla Chiesa Cattolica, che sostiene che Gesù ebbe dei cugini.
I protagonisti della miniserie sono Alessandro Gassmann (Giuseppe), Ana Caterina Morariu (Maria), Brando Pacitto (Gesù) e Franco Nero (Zaccaria, padre di Giovanni Battista)

## Trama
In questa fiction si racconta la storia della Sacra famiglia, attraverso diverse fonti non bibliche, come i vangeli apocrifi, e si conclude con la morte di Giuseppe.